# Basoda
Basoda , también Ganj Basoda, (en hindi: गंज बासोदा ) es una localidad de la India, en el distrito de Vidisha en el estado de Madhya Pradesh.

## Geografía
Se encuentra a una altitud de 411 m s. n. m. a 134 km de la capital estatal, Bhopal, en la zona horaria UTC +5:30.

## Demografía
Según estimación 2010 contaba con una población de 78 447 habitantes.